# Stephan IV. (Papst)

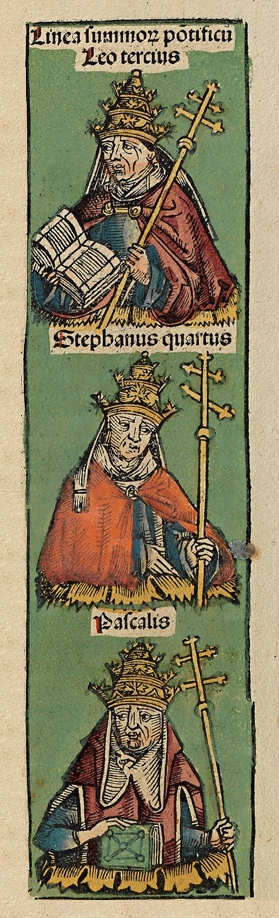
Darstellung in der Schedelschen Weltchronik von 1493 (Mitte)

Stephan IV. (V.) († 24. Januar 817 in Rom) war als Nachfolger Leos III. vom 22. Juni 816 bis zum 24. Januar 817 Papst.

## Wirkung
Stephans kurzes Pontifikat war gleichwohl sehr bedeutsam, weil es zu einer Annäherung des Papsttums an das erstarkte fränkische Königsgeschlecht führte. Durch ihn wurde mit Ludwig dem Frommen erstmals ein fränkischer König zum Kaiser gesalbt und mit einer vermeintlichen Konstantinskrone gekrönt, womit das fränkische Kaisertum zugleich in die antike weströmische Tradition gestellt wurde. Stephan erreichte bei Kaiser Ludwig die Garantie freier Papstwahlen. Diese wurde allerdings erst nach seinem Tode gegenüber seinem Nachfolger Paschalis I. gewährt. Mit diesem Verzicht auf ständige Einmischung in Rom wollte sich Ludwig gegen die Einflussnahme des Papstes auf die Entscheidungen über die Zukunft von Dynastie und Kaisertum absichern.

## Zählung
In einer alternativen Zählung wird der zum Papst gewählte, aber noch vor seiner Bischofsweihe verstorbene Priester Stephan (II.) als Papst anerkannt. In Folge werden alle weiteren Päpste dieses Namens mit einer höheren Nummer gezählt, also Stephan IV. als Stephan V. – in Fachliteratur wird zur Vermeidung von Missverständnissen oft die Schreibweise Stephan IV. (V.) verwendet.